# Jilmová
Jilmová (německy Ulmbach) je zaniklá vesnice v okrese Chomutov. Nacházela se v těsném sousedství státní hranice s Německem asi 3 km severozápadně od Hory Svatého Šebestiána, ke které v době svého zániku jako místní část patřila. Stála na pravém břehu hraničního potoka Černá a na levém břehu na ni navazovala německá dosud stojící vesnice Satzung. Zanikla v roce 1955 vysídlením. Dosud existuje katastrální území Jilmová s rozlohou 6,97 km². Od července 2012 je místo, kde vesnice stávala, součástí přírodní rezervace Prameniště Chomutovky.

## Název
Vesnice byla pojmenována podle porostu jilmů u potoka, nad kterým stála. Vesnice na české straně hranice však byla jen pokračováním německého Satzungu (česky zástava). V historických pramenech se jméno vyskytuje například ve tvarech: Saczung (1606) nebo Ulmbach (1787 a 1846). Český název Jilmová se začal používat až v roce 1952.

## Historie
V okolí Jilmové existovaly už ve třináctém století tři archeologicky doložené sklářské hutě. Dvě se nacházely na úbočích Skelného vrchu a třetí bývala na úpatí táhlého návrší asi 800 metrů severovýchodně od vesnice. Vyráběné sklo mělo jemné odstíny zelené a žlutozelené barvy.
První písemná zmínka o vesnici pochází z roku 1557, kdy Jan z Veitmile propůjčil zdejší hospodu lesníku Kryštofu Wolfovi. Vzhledem k odlehlé poloze s ní Kryštof získal právo vařit pivo, porážet dobytek, péct, provozovat kovárnu, pilu a mlít obilí. K pohonu strojů směl používat vodu z potoka a v lese mohl za poplatek šesti kop grošů pást svůj dobytek. Tato privilegia mu v roce 1583 potvrdil Bohuslav Jáchym z Lobkovic a rozšířil je o povolení zřídit tři domy pro lesní dělníky pracující ve vzdálených částech lesa. Na oplátku musel Wolf v případě potřeby pást deset kusů panského dobytka.
V polovině sedmnáctého století tento statek koupil Jeremiáš Henel (též Hönel nebo Heinl) za 1 600 zlatých. V té době Jilmová patřila k přísečnickému panství a její majitelé měli poskytovat ubytování formanům na cestě z Chomutova do Wolkensteinu. Ondřej Hainl statek, ke kterému patřil mlýn, pila, kovárna, pivovar a chalupy pro čtyři podruhy, roku 1686 prodal městu Chomutov, které jej spravovalo ze svého krásnolipského velkostatku. I přes nevhodné klimatické podmínky se okolo osady provozovalo zemědělství. V malém množství se pěstovaly brambory, tuřín, zelí a oves, ale v některých letech ani tyto odolné plodiny nedozrály, a dokonce se nevyplácel ani chov dobytka.
V roce 1784 ve vsi stálo třináct domů. V osmnáctém století byl u vesnice s častými přestávkami v provozu důl Černý hřebec, ve kterém se těžila nekvalitní železná ruda. V polovině devatenáctého století byl zmiňován také železnorudný Zlatý důl.
V devatenáctém století děti navštěvovaly školu v Pohraniční, ale v zimě učitel třikrát týdně docházel do Jilmové, kde se vyučovalo v běžných domech. V zimních měsících počasí docházku často znemožňovalo (běžné bývaly i čtyřmetrové závěje), a proto obec roku 1877 nechala postavit školní budovu pro jednu třídu. Ostatní služby (pošta, četnická stanice, lékař) byly v Hoře Svatého Šebestiána. V Jilmové fungoval pouze celní úřad II. třídy. Ke vsi patřil ještě Černý mlýn, který stál u potoka asi 500 metrů severně od vesnice a kde v roce 1930 žilo pět obyvatel.
Po druhé světové válce se vesnice v důsledku vysídlení Němců z Československa téměř vylidnila a roku 1955 kvůli vysídlení úředně zanikla. Koncem dvacátého století ze všech budov stála jen bývalá hájenka v havarijním stavu.

## Obyvatelstvo
Při sčítání lidu v roce 1921 zde žilo 99 obyvatel (z toho 46 mužů), z nichž byl jeden Čechoslovák a 98 Němců. Všichni byli římskými katolíky. Podle sčítání lidu z roku 1930 měla vesnice 125 obyvatel: dva Čechoslováky a 123 Němců. S výjimkou pěti evangelíků se hlásili k římskokatolické církvi.
Vesnice patřila k farnosti Hora Svatého Šebestiána, kde se na městském hřbitově pohřbívali i zemřelí z Jilmové.
|           | 1869 | 1880 | 1890 | 1900 | 1910 | 1921 | 1930 | 1950 |
| --------- | ---- | ---- | ---- | ---- | ---- | ---- | ---- | ---- |
| Obyvatelé | 166  | 198  | 184  | 175  | 154  | 99   | 125  | 3    |
| Domy      | 18   | 22   | 21   | 23   | 21   | 21   | 22   | 6    |

## Obecní správa a politika
Po zrušení poddanství se Jilmová v roce 1850 stala samostatnou obcí, kterou byla ještě sčítání lidu v roce 1930. Roku 1950 byla uvedena jako osada Hory Svatého Šebestiána a o pět let později úředně zanikla.
Při volbách do obecních zastupitelstev konaných 22. května 1938 v Jilmové žilo 77 voličů. Volby však neproběhly, protože kandidátní listinu podala pouze Sudetoněmecká strana, která se tak automaticky stala vítězem voleb.